# Calvert (Alabama)
Calvert ist ein Census-designated place des Mobile County und des Washington County im US-amerikanischen Bundesstaat Alabama. 

## Geographie
Calvert liegt im äußersten Südwesten von Alabama, 40 Kilometer nördlich von Mobile und der Mobile Bay. Mitten durch die Stadt führt der U.S. Highway 43, im Osten fließt der Tombigbee River. Im Ort steht der Nanna Hubba Bluff, der als Stätte im National Register of Historic Places eingetragen ist (Stand 11. Dezember 2019).

## Wirtschaft

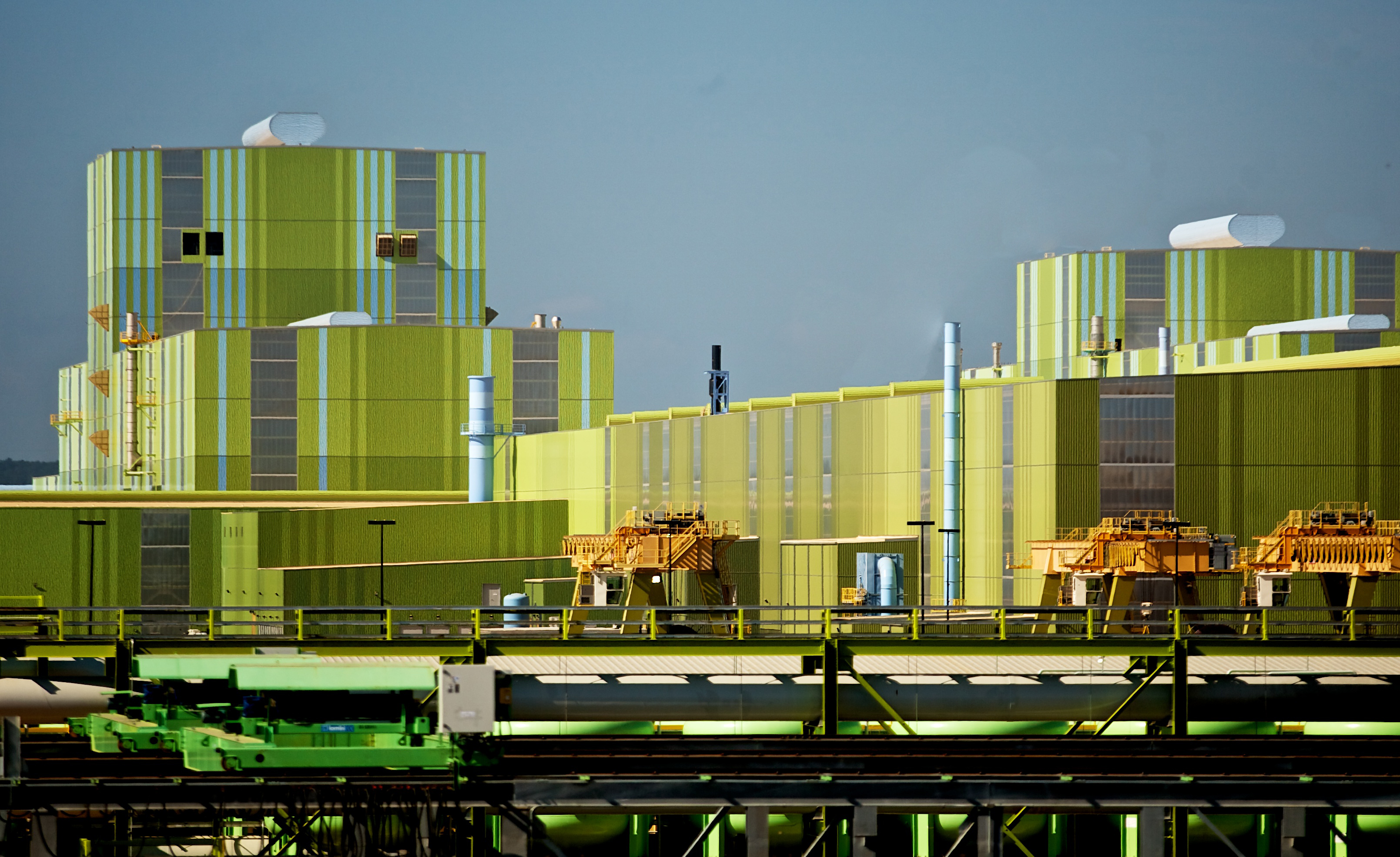
Stahlwerk in Calvert

Der kleine Ort Calvert erlangte größere Aufmerksamkeit, als die Firma ThyssenKrupp im Jahre 2007 für ca. 4,65 Milliarden US$ (Kosten nach Fertigstellung) ein Stahlwerk zur Erzeugung von Kohlenstoffstahl und Edelstahl am Ostrand der Stadt mit direkter Verbindung zum Tombigbee River errichtete, das in der zweiten Jahreshälfte des Jahres 2010 seinen Betrieb aufnahm. Das Werk sollte bis zu 2700 neue Arbeitsplätze schaffen. Aufgrund weltweit sinkender Nachfrage nach Stahl und Anlaufschwierigkeiten im vorgeschalteten Werk ThyssenKrupp CSA in Brasilien produzierte das Werk jedoch meist nur mit halber Kapazität und arbeitete mit Verlust.
Die Edelstahl-Sektion des Stahlwerks (Jahreskapazität 1 Mio. Tonnen) wurde 2012 zusammen mit den übrigen Edelstahl-Aktivitäten von ThyssenKrupp 2012 an das finnische Unternehmen Outokumpu verkauft. 
Die verbleibende Kohlenstoffstahl-Sektion des Stahlwerks mit einer Kapazität von 5,3 Millionen Tonnen wurde im Februar 2014 für 1,5 Mrd. Dollar an ein Konsortium aus ArcelorMittal und Nippon Steel verkauft. 2024/2025 wurde ArcelorMittal der alleinige Eigentümer des Werkes.

## Demografische Daten
Das U.S. Census Bureau hat bei der Volkszählung 2020 eine Einwohnerzahl von 255 ermittelt. Das Durchschnittsalter betrug 39,8 Jahre.